# Gheorghe Benția
Gheorghe Benția (ur. 1 lipca 1897 w Pitești, zm. ?) – rumuński rugbysta, brązowy medalista Letnich Igrzysk Olimpijskich 1924 w Paryżu. 
Gheorghe Benția rozegrał 4 mecze w kadrze narodowej: 2 z Francją i 2 ze Stanami Zjednoczonymi. Wszystkie te mecze Rumuni przegrali.